# Municipio Roma XII
El Municipio Roma XII es una de los 15 subdivisiones administrativas en las que está dividida la ciudad de Roma. En 2017 su población era de 141 085 habitantes